# Szentesi György
Szentesi György (Budapest, 1936. március 18. –) magyar katonatiszt, gépészmérnök, szakíró, főszerkesztő.

## Élete
1954 és 1956 között a moszkvai Autóközlekedési Főiskolán tanult. 1959-ben a Budapesti Műszaki Egyetemen gépészmérnöki diplomát szerzett. 1988-tól a hadtudományok kandidátusa.
1959 és 1961 között a Malév dokumentációs mérnöke volt. 1961 és 1991 között hivatásos katona volt. 1961 és 1963 között a Haditechnikai Intézet tudományos munkatársaként tevékenykedett. 1963 és 1967 között Tapolcán, Székesfehérváron csapatszolgálaton harcászati rakéta főmérnök volt. 1968 és 1970 között a Zalka Máté Katonai Műszaki Főiskola főtanárként dolgozott. 1971 és 1983 között a Haditechnikai Szemle szerkesztője, majd főszerkesztője volt. 1983 és 1989 között a Magyar Külügyi Intézet tudományos főmunkatársa, 1990–91-ben a Honvédelmi Minisztérium főosztályvezetője volt.

## Művei
- A rakétatechnika alapjai (1970)
- Helikopterek (1972)
- A hangrobbanástól a hőhatárig (1973)
- Kisrakéták, óriásrakéták (1974)
- Haditechnikai kislexikon (1976, többekkel)
- Repülés repülőtér nélkül (1976)
- Tüzérségi rakéták (1978)
- Arzenál, 1. kötet Félelmetes fegyverek (1970, Erdős Józseffel, Nagy István Györggyel együtt)
- Út a kozmoszba (1981)
- Űrhajózási lexikon (1981, a szerkesztő bizottság tagja)
- A szárazföldi harc fegyverei (1982)
- Rakétafegyverek, űrhajózási hordozórakéták (1983, Nagy István Györggyel)
- Az erő mítosza. A NATO 35 éve (1984, Tolnay Lászlóval)
- Katonai lexikon (1985, többekkel)
- Fenyegetés a jövőből (1986, Pirityi Sándorral és Tolnay Lászlóval)
- Katonai helikopterek (1986)
- Katonai repülőgépek és helikopterek (1987)
- Hadászati rakéták (1989)
- Hadászati támadófegyverek és az ellenük való védekezés az ezredfordulón (2000)